# Baddaz
Le baddaz ou abaddaz ou kesksou baddaz ou ablbul au moyen atlas (voire aghelghul) ou couscous messgour chez les tribus du haut atlas oriental surtout à Imilchil), aussi appelé "Couscous de maïs" est un couscous marocain que l'on retrouve dans la région du Souss, de Mogador (Essaouira) et de Safi.
Le terme est aussi utilisé pour désigner un type de couscous marocain fait de semoule de maïs.
Le couscous baddaz de la région du Souss produit à Mogador (Essaouira) est fait de poisson ou de fruits de mer et accompagné d'huile d'argan.

## Description
Le baddaz peut être au poulet ou à la viande. Mais aussi au poisson.
Dans le Souss l'huile d'argane est souvent utilisée pour sa confection.